# 凸均勻堆砌

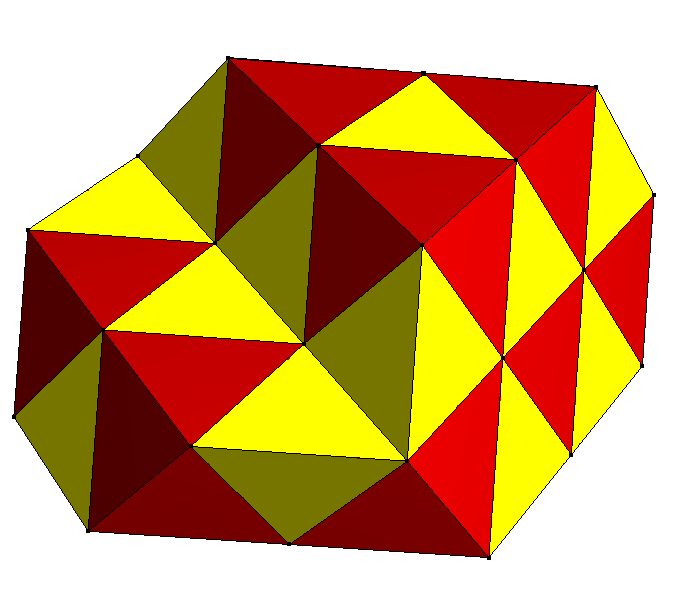
四面體-八面體堆砌是28種三維歐幾里得空間的均勻堆砌之一，由黃色的四面體和紅色的八面體相間構成。

在幾何學中，凸均勻堆砌，又稱三維凸均勻蜂巢體（英語：Convex uniform honeycomb），是一種三維正密鋪，由凸均勻多面體組成且能夠填滿歐幾里得空間。
已知存在28種有此性質的堆砌（蜂巢體）：
- 立方體堆砌及其七個變換；
- 四面體-八面體堆砌（英语：tetrahedral-octahedral honeycomb）及其四個變換；
- 十種柱體形式的平面半正鑲嵌（若包含立方體堆砌則為11種）；
- 5種由上面的幾何體通過延伸或迴轉變換之幾何體。

它們可以被認為是平面鑲嵌在三維空間的類比。

## 外部連結
- 埃里克·韦斯坦因. . MathWorld.
- Uniform Honeycombs in 3-Space （页面存档备份，存于） VRML models
- Elementary Honeycombs （页面存档备份，存于） Vertex transitive space filling honeycombs with non-uniform cells.
- Uniform partitions of 3-space, their relatives and embedding （页面存档备份，存于）, 1999
- The Uniform Polyhedra （页面存档备份，存于）
- Virtual Reality Polyhedra （页面存档备份，存于） The Encyclopedia of Polyhedra
- octet truss animation （页面存档备份，存于）
- Review: A. F. Wells, Three-dimensional nets and polyhedra, H. S. M. Coxeter (Source: Bull. Amer. Math. Soc. Volume 84, Number 3 (1978), 466-470.) （页面存档备份，存于）
- Klitzing, Richard. . bendwavy.org.